# Oh, No! It's Devo
Oh, No! It's Devo es el quinto álbum de estudio por la banda estadounidense de new wave Devo. Fue lanzada en octubre de 1982, a través de Warner Bros. y Virgin. El álbum fue grabado por un periodo de cuatro meses, entre mayo y septiembre de 1982, en Cherokee Studios en Los Ángeles, California. Al momento de su lanzamiento, Devo ya era un grupo de synth-pop, con los sonidos de guitarra puestas aún más en segundo plano. La mayoría  de la música de Oh, No! It's Devo fue creada con propósitos electrónicos, dándole un sonido mucho más diferente del de los primeros álbumes de la banda, como Q: Are We Not Men? A: We Are Devo!, el cual se apoyaba más en guitarras que en sintetizadores. Esto alienó a algunos fanáticos, pese a que la banda ya había declarado que desde 1978 su meta era "desenfatizar" las guitarras. El álbum fue producido por el productor prominente Roy Thomas Baker, quién notablemente trabajó con, entre otros, Queen y The Cars.

## Antecedentes
En una entrevista de 1982 con el cantante Mark Mothersbaugh, el álbum fue titulado Oh, No! It's Devo porque "había muchas personas quienes, cuando oían que estabamos de nuevo o que teníamos un álbum más, esa es su reacción."
En entrevistas posteriores, el cofundador de Devo y bajista Gerald Casale dijo que el álbum nació de las críticas en las cuales los integrantes de la banda eran descritos alternativamente como "fascistas" y "payasos". En respuesta, la banda decidió hacer un álbum que pudiera responder la pregunta, "como podría sonar un álbum hecho por payasos fascistas?"
La canción "I Desire" trajo controversia a la banda, ya que la letra fue tomada directamente de un poema escrito por John Hinckley, Jr., quién intentó asesinar al Presidente de los Estados Unidos Ronald Reagan para tratar de impresionar a la actriz Jodie Foster. "Big Mess" fue inspirada por las cartas enviadas a un anfitrión de un programa de juegos de un hombre que utilizaba el nombre de "Cowboy Kim".

## Lista de canciones
Todas las canciones han sido escritas por Mark Mothersbaugh y Gerald Casale, excepto donde se notifique.

| N.º   | Título             | Escritor(es)                                   | Duración |  |
| 1.    | «Time Out for Fun» |                                                | 2:48     |  |
| 2.    | «Peek-a-boo!»      |                                                | 3:01     |  |
| 3.    | «Out of Sync»      |                                                | 3:34     |  |
| 4.    | «Explosions»       |                                                | 3:01     |  |
| 5.    | «That’s Good»      |                                                | 3:23     |  |
| 6.    | «Patterns»         |                                                | 2:57     |  |
| 7.    | «Big Mess»         |                                                | 2:42     |  |
| 8.    | «Speed Racer»      | Mark Mothersbaugh                              | 2:38     |  |
| 9.    | «What I Must Do»   |                                                | 2:34     |  |
| 10.   | «I Desire»         | John Hinckley, Jr., M. Mothersbaugh, G. Casale | 3:13     |  |
| 11.   | «Deep Sleep»       |                                                | 3:24     |  |
| 32:14 |                    |                                                |          |  |

## Personal
- Mark Mothersbaugh - vocales y teclados
- Gerald Casale - vocales, bajo y teclados
- Bob Casale - guitarra, teclados, vocales de fondo
- Bob Mothersbaugh - guitarra, vocales de fondo
- Alan Myers - batería electrónica